# Bataille de Janale
Guerre civile somalienne
La bataille de Janale se déroule pendant la guerre civile somalienne. Le 1er septembre 2015, le Harakat al-Chabab al-Moudjahidin prend d'assaut une base de l'AMISOM.

## Déroulement
La base de Janale, défendue par 150 soldats de l'armée ougandaise est attaquée en début de matinée par plusieurs centaines de shebab. L'offensive débute par l'explosion d'un véhicule piégé conduit par un kamikaze, les djihadistes lancent ensuite l'assaut et parviennent à pénétrer dans le camp en profitant de la brèche créée par l'explosion. Les affrontements dans le camp durent une quarantaine de minutes. Les Ougandais prennent la fuite, la base est pillée et les djihadistes affirment s'être emparés d'armes lourdes,

## Les pertes
L'AMISOM ne donne aucun bilan des pertes et affirme avoir par la suite repris le contrôle de la base. Les shebab déclarent quant à eux qu'environ 50 soldats ont été tués et que certains se sont noyés en prenant le fuite. Contactés par l'AFP, des habitants de Janale affirment que les Ougandais ont laissé des dizaines de morts. Un des témoins déclare avoir vu 20 corps, un autre 30. Le porte-parole de l'armée ougandaise ne reconnaît que douze morts et le ministre ougandais de la Défense, dix. Ce dernier porte également à 46 le nombre des djihadistes tués.
L'AMISOM refuse de communiquer un bilan officiel, cependant dans une note rédigée à l'intention de diplomates, et citée par l'AFP, des militaires occidentaux incorporés à l'AMISOM confirment qu'au moins 50 soldats ougandais ont été tués, ainsi que 25 Somaliens, et qu'une cinquantaine d'autres manquent à l'appel,,.
Le porte-parole des shebab affirme également que l'attaque a été menée en représailles du meurtre de sept civils lors d'un mariage, commis par des soldats ougandais le 21 juillet à Merka. D'abord niée, la réalité de cette tuerie avait ensuite été admise par l'AMISOM qui avait annoncé l'arrestation de trois militaires.
Le 4 septembre, le général Dahir Adan Elmi, commandant en chef de l'armée somalienne, est renvoyé et remplacé par le général 
Mohamed Adan.
Le 9 septembre, le shebabs affirment que des soldats ougandais ont été capturés lors des combats. Le gouvernement ougandais nie d'abord et affirme qu'aucun militaire n'est porté disparu. Pourtant le 13, le président Yoweri Museveni finit par reconnaître que 6 hommes sont manquants et peut-être prisonniers des shebabs. En janvier 2017, les shebabs publient une vidéo montrant l'exécution d'un soldat ougandais capturé à Janale et qui est abattu de trois balles dans la tête.